# タナ (小惑星)
タナ (1641 Tana) は小惑星帯に位置する小惑星である。
1935年、シリル・ジャクソンが南アフリカ連邦（現在の南アフリカ共和国）のヨハネスブルグで発見した。

## 名称
アフリカ大陸のケニアを流れるタナ川に因む。インド洋に注ぐこの川は、ケニアで最も長い河川である。
命名は1980年2月の小惑星回報で公表された。この時の小惑星回報では、1930年代にジャクソンがヨハネスブルクで発見した小惑星のうち16個（共同発見1個を含む）に対して、アフリカの地名に因んだ命名が行われている。たとえば、(1595) タンガ や (1634) ンドラ、(1676) カリバ などである。